# Тодор Александров (1943)
Вижте пояснителната страница за други значения на Тодор Александров.
„Тодор Александров“ с подзаглавие Възпоменателен лист е български вестник, излязъл в София, България, в един брой през август 1943 година по повод годишнината от убийството на Тодор Александров.
Печата се в печатница „Братя Миладинови“ в София тираж от 5000 броя. Посветен е на живота и делото на Тодор Александров. Стои на националистически позиции.